# Kamienica Hallerowska w Krakowie
Kamienica Hallerowska (znana także jako Kamienica Antoniuszowska, Kamienica Ziaykiewiczowska, Kamienica Waniewiczów) – zabytkowa kamienica znajdująca się w Krakowie, w dzielnicy I przy ulicy św. Jana 16, na Starym Mieście.

## Historia
Kamienica została wzniesiona w końcu XIV wieku jako parterowa z jednym wielofunkcyjnym pomieszczeniem. W I połowie XV wieku została nadbudowana o pierwsze piętro oraz rozbudowana o trakt tylny. U schyłku XV wieku uzyskała układ typowej kamienicy krakowskiej. Na początku XVI wieku należała do rodziny Langów, a następnie, od 1539, do Jana Antonina, nadwornego lekarza królów Zygmunta I Starego i Zygmunta II Augusta. W latach 40. XVI wieku wzniesiono murowaną piętrową oficynę tylną, połączoną z budynkiem frontowym drewnianym gankiem przy murze granicznym. W II połowie XVI wieku kamienica była własnością Antoniego Schneebergera, a później jego spadkobierców. W 1616 przeprowadzono rewizję urzędową, która wykazała zły stan techniczny budynku. W drugiej i trzeciej ćwierci XVII wieku kamienica należała do rodziny Hallerów, przez których została przebudowana, m.in. podzielono trakt tylny w piwnicach, wydzielono trakt środkowy z klatką schodową na kondygnacjach nadziemnych oraz zastąpiono dach kalenicowy pogrążonym. W latach 1701–1735 była własnością cyrulika Michała Ziaykiewicza, w latach 1735–1744 Jana Rychlickiego, a następnie Walentego Karasiowskiego. W 1746 została wyremontowana i przebudowana. W trzeciej ćwierci XVIII wieku na zlecenie Michała Piątkowskiego nadbudowano drugie piętro. W latach 70. XVIII wieku przebudowano oficynę. W latach 1792–1823 kamienica należała do Michała Kowalskiego, a następnie, aż do 1908, do rodziny Waniewiczów. W 1824 została gruntownie przebudowana, m.in. przekształcono fasadę i wnętrza oraz wymieniono część stropów. W 1842 przeprowadzono remont ze wzmocnieniem murów. W 1875 wzniesiono nową, jednopiętrową oficynę tylną i ganki komunikacyjne. W II połowie XIX wieku przeprowadzono remont stropów, dachu i wnętrz, połączony z podwyższeniem drugiego piętra. W 1908 kamienica została zakupiona przez Longina Januszkiewicza, na którego zlecenie zaadaptowano parter na cele handlowe, m.in. wydzielono sklep z części sieni i przebudowano otwory okienne na drzwi o kształcie nawiązującym do portalu. W 1924 przeprowadzono remont dachu. W 1927 dokonano renowacji gzymsu fasady. W 1938 przeprowadzono wtórny podział wnętrz północnych części traktów środkowego i tylnego obu pięter. W latach 60. XX wieku wyburzono oficynę boczną. W 1968 obniżono północny mur graniczny i zlikwidowano ganki komunikacyjne w podworcu. W 1987 rozebrano oficynę tylną. W 2009 przeprowadzono remont i adaptację pomieszczeń parteru.
14 marca 1966 kamienica została wpisana do rejestru zabytków. Znajduje się także w gminnej ewidencji zabytków.

## Architektura
Kamienica jest dwupiętrowa, trójtraktowa z wyjątkiem dwutraktowej części południowej parteru. Ma podpiwniczenie. Nakryta jest dachem pogrążonym z latarnią, o pokryciu blaszanym.
Fasada kamienicy ma klasycystyczny wystrój. Jest ona dwupiętrowa, trójosiowa, symetryczna, tynkowana. W osiach bocznych pięter oraz w osi środkowej attyki ma płytkie ryzality. W partii parteru ozdobiona jest lizenami z pseudoboniowaniem, pomiędzy którymi znajdują się prostokątne płyciny z półkoliście zwieńczonymi portalami. W osi południowej parteru umieszczony jest, częściowo przysłonięty lizenami, kamienny portal główny z gzymsami impostowymi i archiwoltą zdobioną płycinami z półkoliście wybrzuszonymi krótszymi bokami. Klucz portalu ma dekoracyjny wykrój zwieńczenia z płyciną, w której umieszczono datę: "1746". W osi środkowej i północnej znajdują się bramy z początku XX wieku, z półkolistymi nadświetlami, ozdobione płycinami i ujęte kamiennymi opaskami z kluczami z inicjałami. Partia parteru oddzielona jest od partii pięter profilowanym gzymsem kordonowym, ponad którym znajduje się cokół pierwszego piętra, ozdobiony płycinami: w osiach bocznych z plastycznymi, stiukowymi rozetami, a w środkowej z rzędem słupków. Piętra zakończone są parami wąskich gzymsów z gładkim fryzem. Nad drugim piętrem znajduje się szeroki gzyms koronujący z kostkowymi wspornikami w podniebiu. Okna są prostokątne, w płaskich, profilowanych obramieniach. Okna pierwszego piętra ozdobione są dodatkowo zwieńczeniami z dekoracją stiukową: w osi środkowej w formie trójkątnego frontonu, zdobionego kostkami, na wolutowych konsolach, między którymi znajduje się motyw skrzyżowanych, podwiązanych taśmą liści palmowych, a w osiach bocznych półkolistych tympanonów, wewnątrz których znajdują się pełnoplastycznie przedstawione muszle. Fasadę wieńczy attyka z dużym, półkolistym otworem w osi środkowej i polami bocznymi dekorowanymi kwadratowymi płycinami flankowanymi lizenami z wysokim cokołem. Elewacja tylna jest dwupiętrowa, czteroosiowa, o nieregularnym układzie osi. Zwieńczona jest parawanową attyką. W parterze zachowała się XV-wieczna kamieniarka w postaci obramienia prostokątnego okienka piwnicy, obramień trzech okien oraz ostrołukowego, fazowanego portalu do piwnicy w osi północnej.
Piwnice budynku wymurowane są z kamienia. W południowym murze północnej komory traktu frontowego zachowały się dwie almarie z końca XV wieku. Wszystkie komory piwniczne mają sklepienia kolebkowe: komory traktu tylnego i komora południowa traktu frontowego kamienne na łuku półkolistym, komora północna traktu frontowego ceglane na łuku półkolistym, komora południowa traktu środkowego kamienne na łuku odcinkowym, a komora północna traktu środkowego ceglane na łuku odcinkowym. W piwnicach zachowały się dwa XV-wieczne kamienne portale: fazowany, półkoliście zwieńczony w przejściu z traktu środkowego do komory południowej traktu frontowego i profilowany, półkoliście zwieńczony między komorami traktu frontowego. Na parterze, w osi południowej, znajduje się dawna sień, obecnie zaadaptowana na lokal gastronomiczny, nakryta sklepieniem kolebkowym z lunetami. W jej północnej ścianie zachował się gotycki, prostokątny, profilowany portal z końca XV wieku. Za sienią mieści się przechód o sklepieniu kolebkowym, ozdobiony, nieeksponowaną obecnie, neoklasycystyczną dekoracją malarską ścian. W osi północnej parteru, w trakcie frontowym znajduje się dawny sklep, nakryty sklepieniem kolebkowym, a w trakcie tylnym izba "na zadzi", wtórnie podzielona na mniejsze pomieszczenia, z zachowaną gotycką kamieniarką w postaci pary kolumn międzyokiennych z głowicami w typie młotowym oraz profilowanych obramień otworów okiennych, nakryta stropem belkowym o ukośnie kładzionych deskach pułapu. W przejściu z przechodu do izby tylnej zachował się XVII-wieczny, prostokątny, profilowany portal z osobnym gzymsem. Klatka schodowa znajduje się w południowej części traktu środkowego i ma wejście z sieni. Schody są jedno- i dwubiegowe, w dolnej partii murowane, a wyżej drewniane, z drewnianą balustradą z prostych balasów i toczonych tralek. Na pierwszym piętrze pomieszczenie południowe traktu tylnego nakryte jest sklepieniem krzyżowym, a północne, obecnie wtórnie podzielone na mniejsze, stropem z pojedynczymi, starszymi, fazowanymi belkami, wtórnie zakrytym sufitem. W pomieszczeniu północnym traktu frontowego zachował się zasłonięty strop o sfazowanych belkach, klasycystyczne malowidła ścienne, składające się z cokołu luster z centralnie umieszczonymi motywami naczyń antycznych, konsoli, bukietów kwiatów i płycin, ornamentalnych pasów, bordiur z motywami roślinnymi i zwieńczenia w postaci fryzu oraz klasycystyczny, murowany kominek z 1824. Na drugim piętrze, w pomieszczeniu północnym traktu tylnego zachowane są profilowane murłaty zasłoniętych stropów. Pomieszczenie traktu frontowego ozdobione jest wczesnoklasycystycznymi malowidłami ściennymi o kompozycji złożonej z szarego cokołu i niebieskich, seledynowych oraz ugrowych luster obdwiedzionych bordiurą, na której umieszczono ciemne motywy groteski z wicią akantową oraz motywy innych rodzajów roślin, a w supraporcie przedstawiającymi postacie ludzi i zwierząt. Na obu piętrach i w klatce schodowej znajduje się klasycystyczna, dwuskrzydłowa stolarka drzwiowa, ozdobiona szarfowaniem na środkowych ramiakach, w obramieniach udekorowanych wąskimi listwami przecinającymi się w narożnikach.